# تیم ملی بسکتبال سری‌لانکا
تیم ملی بسکتبال سری‌لانکا نماینده سری‌لانکا در مسابقات بین‌المللی بسکتبال است. این تیم بالاترین سطح بسکتبال در کشور سری‌لانکا نیز به شمار میرود. این تیم از سال ۱۹۵۹ به فیبا پیوست.